# Црква свете Петке у Мостаћима
Црква свете Петке у Мостаћима је црква Српске православне цркве који се налази у мјесту Мостаћи, у Требињу у Републици Српској у Босни и Херцеговини. Црква припада епархији захумско-херцеговачкој и приморској.

## Историја
Црква је саграђена почетком 17. вијека. Као и већина цркава из тог периода, је једнобродна и малих димензија, саграђена од грубо обрађеног камена, са полукружном апсидом, три пара лукова прислоњених уз подужне зидове, који носе полуобличасти свод. Накнадно је изграђен звоник. С обзиром на чињеницу, да су прије у Мостаћима постојали неколико храмова, по неким мишљењима ова црква је постојала од раније, али је срушена у турским освајањима, и обновљена након обнве Пећке патријаршије.

## Галерија
- Црква свете Петке (Петковица) у Мостаћима 1
- Црква свете Петке (Петковица) у Мостаћима 2
- Црква свете Петке (Петковица) у Мостаћима 3
- Црква свете Петке (Петковица) у Мостаћима 4
- Црква свете Петке (Петковица) у Мостаћима 5
- Црква свете Петке (Петковица) у Мостаћима 6
- Црква свете Петке (Петковица) у Мостаћима 7
- Црква свете Петке (Петковица) у Мостаћима 8
- Црква свете Петке (Петковица) у Мостаћима 9
- Црква свете Петке (Петковица) у Мостаћима 10
- Црква свете Петке (Петковица) у Мостаћима 11
- Црква свете Петке (Петковица) у Мостаћима 12
- Црква свете Петке (Петковица) у Мостаћима 13
- Црква свете Петке (Петковица) у Мостаћима 14
- Црква свете Петке (Петковица) у Мостаћима 15
- Црква свете Петке (Петковица) у Мостаћима 16
- Црква свете Петке (Петковица) у Мостаћима 17
- Црква свете Петке (Петковица) у Мостаћима 18
- Црква свете Петке (Петковица) у Мостаћима 19
- Црква свете Петке (Петковица) у Мостаћима 20
- Црква свете Петке (Петковица) у Мостаћима 21
- Црква свете Петке (Петковица) у Мостаћима 22
- Црква свете Петке (Петковица) у Мостаћима 23
- Црква свете Петке (Петковица) у Мостаћима 24
- Црква свете Петке (Петковица) у Мостаћима 25
- Црква свете Петке (Петковица) у Мостаћима 26
- Црква свете Петке (Петковица) у Мостаћима 27
- Црква свете Петке (Петковица) у Мостаћима 28
- Црква свете Петке (Петковица) у Мостаћима 29
- Црква свете Петке (Петковица) у Мостаћима 30
- Црква свете Петке (Петковица) у Мостаћима 31
- Црква свете Петке (Петковица) у Мостаћима 32
- Црква свете Петке (Петковица) у Мостаћима 33
- Црква свете Петке (Петковица) у Мостаћима 34
- Црква свете Петке (Петковица) у Мостаћима 35
- Црква свете Петке (Петковица) у Мостаћима 36
- Црква свете Петке (Петковица) у Мостаћима 37